# Car Wen od Chena
Car Wen od Chena (陳文帝) (522. – 566.), osobno ime Chen Qian (陳蒨), kurtoazno ime Zihua (子華), bio je car kineske dinastije Chen.  Bio je nećak njenog osnivača cara Wua (Chen Baxian), a nakon njegove smrti 559. godine su ga dvorski službenici proglasili carem, jer je Wuov jedini preživjeli sin Chen Chang bio u zarobljeništvu suparničke države Sjeverni Zhou.  U trenutku preuzimanja prijestolja, država je bila iscrpljena građanskim ratom koji je počeo pred kraj prethodne dinastije dinastija Liang i brojnim nominalno lojalnim provincijama su upravljali nezavisni gospodari rata.  Car Wen se za vrijeme svoje relativno kratke vladavine s njima uspio obračunati, konsolidirati centralnu vlast te osvojiti teritorije pretendenata na prijestolje Lianga - Xiao Zhuanga i cara Xuana od Zapadnog Lianga.